# Cameron Esposito
Pour les articles homonymes, voir Cameron et Esposito.
Cameron Esposito, née le 17 octobre 1981 à Chicago, est une actrice, scénariste et productrice américaine.

## Biographie
Ouvertement lesbienne, Cameron Esposito était en couple avec le comédien River Butcher avant sa transition. En 2021, elle a épousé Katy Nishimoto.

## Filmographie

### Actrice
- 2014 : Hardball Canada (court métrage)
- 2014 : Conan (série télévisée): elle-même
- 2014 : Ask a Lesbian (web-série)
- 2015 : Comedy Bang! Bang! (en) (série télévisée) : la serveuse
- 2016 : Sleight : Luna
- 2016 : First Girl I Loved : Jasmine
- 2016 : Operator : Chloe Johnston
- 2016 : Joyeuse fête des mères (Mother's Day) de Garry Marshall : Max
- 2016 : Bajillion Dollar Propertie$ (en) (série télévisée) : Liz
- 2014-2016 : Maron (en) (série télévisée) : Zoe
- 2017 : The Hero : Cameron Esposito
- 2014-2017 : Adventure Time (série télévisée) : Carroll (voix)
- 2017 : Danger & Eggs (série télévisée) : Rad
- 2016-218 : Take My Wife (série télévisée) : Cameron Esposito[1]
- 218 : Big City Greens (série télévisée) (voix)
- 2016-2019 : We Bare Bears (série télévisée) : ranger Tabes (voix)
- 2019 : Brooklyn Nine-Nine (série télévisée) : Jocelyn Pryce[2]

### Scénariste
- 2016 : Cameron Esposito: Marriage Material (téléfilm)
- 2016 : Take My Wife (série télévisée)

### Productrice
- 2016 : Cameron Esposito: Marriage Material (téléfilm)
- 2016 : Take My Wife (série télévisée)